# 베르나르 아르노
베르나르 아르노(Bernard Arnault, 1949년 3월 5일~)는 프랑스에서 태어난 기업가로 루이뷔통, 디오르, 펜디를 비롯한 50여개의 명품 브랜드를 소유한 세계적으로 가장 큰 명품 업체인 LVMH 그룹의 회장 겸 최고경영자이다. 베르나르 아르노는 2012년 순자산 410억 달러로 《포브스》에서 세계 3번째, 유럽 최고의 부자로 선정되었다.

## 학력 및 경력
베르나르 아르노는 1949년 프랑스의 북부 루베에서 사업가 장 레옹 아르노(Jean Leon Arnault)의 아들로 태어났다. 그는 에콜 센트랄 파리 출신의 토목공학자인 아버지의 발자취를 따라 경영학과 공학 교육과정을 선택해 에콜 폴리테크니크에 조기 진학하여 1971년 공학 학위를 취득한 후 그의 아버지가 운영하는 건설 회사에 입사했다. 여기서 그는 충실히 경영수업을 받을 수 있었다. 1976년 사업 수완이 좋았던 그는 입사 5년만에 아버지를 설득해 사업 일부를 4000만 프랑에 매각하고 부동산 사업에 집중해 큰 성과를 냈다. 이어 1979년 그는 아버지의 뒤를 이어 회사 사장을 맡게 된다.
1981년 사회당 출신의 프랑수아 미테랑이 대통령에 선출되자 돌연 미국행 비행기를 탔다. 자유스러운 그의 성향과 맞지 않았기 때문이다.
그는 미국 플로리다로 떠나 팜비치에서 콘도개발로 상당히 많은 돈을 모았다. 이후 사회주의를 표방하는 정부가 경제정책 방향을 보수적으로 바꾸자 다시 프랑스로 돌아왔다.

## 서훈
- 2007년 레지옹 도뇌르 훈장 코망되르(3등급)
- 2011년 레지옹 도뇌르 훈장 그랑도피시에(2등급)
- 2012년 명예 대영 제국 훈장 2등급(honorary KBE, 외국인대상 정원외)

## 저명 친구
- 정치인인 로랑 파비위스 프랑스 제106대 총리와 친분이 깊다.

- 왕족인 마사코 황후 일본 황후와 친분이 깊다.